# Björboholm
Björboholm è un'area urbana della Svezia situata nel comune di Lerum, contea di Västra Götaland.
La popolazione rilevata nel censimento 2010 era di 963 abitanti .